# Princess Anne
Princess Anne is een plaats (town) in de Amerikaanse staat Maryland, en valt bestuurlijk gezien onder Somerset County.

## Demografie
Bij de volkstelling in 2000 werd het aantal inwoners vastgesteld op 2313.
In 2006 is het aantal inwoners door het United States Census Bureau geschat op 2845, een stijging van 532 (23,0%).

## Geografie
Volgens het United States Census Bureau beslaat de plaats een oppervlakte van
3,3 km², geheel bestaande uit land. Princess Anne ligt op ongeveer 8 m boven zeeniveau.

## Plaatsen in de nabije omgeving
De onderstaande figuur toont nabijgelegen plaatsen in een straal van 16 km rond Princess Anne.